# Цветков, Николай Михайлович
Николай Михайлович Цветков (род. 23 мая 1946, Шугозеро, Ленинградская область) — российский художник, почётный член Российской академии художеств. Заслуженный художник Российской Федерации (2016).

## Биография и творчество
Родился 23 мая 1946 года в селе Шугозеро Капшинского района Ленинградской области. Окончил Ленинградский сельскохозяйственный институт (1969), Ленинградское высшее художественно-промышленное училище им. В. И. Мухиной (1975), Международный университет фундаментального обучения (СПб). В 2012 году получил степень доктора философии в области изобразительного искусства. Живёт и работает в Санкт-Петербурге.
Николай Цветков — член Союза художников РФ (с 1990), заслуженный художник РФ (2016), почётный член Российской академии художеств (2014), действительный член Академии народного искусства (2015).
Живописные и графические работы художника неоднократно экспонировались на выставках в России и других странах (всего около 250 выставок, в том числе более 40 персональных).
Цветков начинал свой путь с графики, в частности, создал собственную технику гравюры на картоне — инкорель. Позднее перешёл к более активной работе над станковой живописью.

Сам художник определил стиль своего творчества как «духовный символизм», который характеризуется значимой ролью философской и духовной составляющей.
«Отличительная черта его метода заключается в том, что разные эпохи одновременно наличествуют в большинстве произведений. Минувшее силой художественной выразительности оказывается актуальным, а поэтому волнует воображение зрителя… удачно использует знание традиций классического искусства и отвечающие духу современности эксперименты и поиски авангарда…», — пишет о Николае Цветкове Зураб Церетели.
Наиболее значимые работы: «Письмо из прошлого» (2001), «Забытая мелодия» (2002), «Сны Санкт-Петербурга» (1997), триптих, посвящённый А. С. Пушкину, «Расцвет» (2004), «Диалог А. Рублёва и К. Малевича» (1998), плафон «7 чудес света» (2003), «Похищение Европы» (2001), «Ангел-хранитель» (2003), «Подарок Вермееру» (1998), «Вечные рыбаки» (2001), «Трапеза» (2000), «Магия игры» (1999), «Ожидание перемен» (1997), «Невыпиваемая чаша» (1997), «Николай Чудотворец» (2001).
Творчеству Николая Цветкова посвящена книга «Благодать Флавиана», в которой представлены репродукции работ художника, а также высказывания и статьи о его творчестве искусствоведов и деятелей культуры, в том числе известного скульптора, президента Российской академии художеств Зураба Церетели и генерального директора Государственной Третьяковской галереи Валентина Родионова.
Произведения Николая Цветкова вошли в коллекции 25 музеев России и других стран, картины художника хранятся в Государственной Третьяковской Галерее, Государственном Русском Музее, в Эрмитаже.

## Участие в выставках
- 1991 — Кремлёвский музей, Новгород
- 1991 — Рункахария, Финляндия
- 1993 — галерея «Штолль», Штутгарт, Германия
- 1995 — отель «Меркурий», Штутгарт, Германия
- 1996 — Мюнхенген Банк (Калленберг), Штутгарт, Германия
- 1997 — галерея «Гренцах-Вилен», Германия
- 1998 — галерея «Леррах», Германия
- 1998 — отель «Европа», Санкт-Петербург
- 1998 — «Межрегионгаз», Новгород
- 2000 — Союз художников, Санкт-Петербург
- 2001 — галерея «Палитра», Санкт-Петербург
- 2001 — Центральный дом художника, Москва
- 2006 — Галерея «Стекло», Санкт-Петербург
- 2009 — галерея «KGallery», Санкт-Петербург
- 2010 — Российский центр науки и культуры, Вена, Австрия[3]
- 2014 — Центральный дом художника, Москва[4]
- 2016 — выставочный центр «Эрмитаж — Выборг», галерея «Арт-холл», Выборг[2]
- 2018 — выставка современного классического искусства «Талант России», Большой Гостиный Двор, Москва